# 아난다 (몽골)
아난다(阿難答, 몽골어:ᠠᠨᠠᠨᠳᠠ, 1270년? 1273년? ~ 1307년 6월 21일(음력 5월 21일) 혹은 3월(음력 2월))는 원나라의 황족이자 제후왕이다. 쿠빌라이 칸의 셋째 아들 안서왕 망갈라의 둘째 아들이다. 원 성종 사후의 궁중 쟁투에서 패하고 퀼리그 칸 카이산에 의해 사형당했다. 부처의 10대 제자 중 한 사람이자 사촌동생인 아난다의 이름을 따서 지었다. 범어로 기쁨, 환희를 뜻한다. 그러나 아난다 자신은 이슬람교에 입교하였다.
1280년 아버지 망갈라 사후 안서왕(安西王)위를 계승하였고, 구 서하 영역과 티베트를 다스렸다. 나중에는 형제 알탄부카의 진왕작위도 넘겨받았다. 카이두와의 전쟁에 참여하여 투루판 일대에 배치되었다. 1307년 1월 원 성종이 죽자, 성종의 계비 불루간 대카툰의 초청으로 대도로 왔으나, 그해 3월 아유르바르와다의 군대에 패하고, 퀼리그 칸 카이산의 명으로 처형되었다. 아난달(阿難達) 또는 아난달(阿南達)로도 부른다. 페르시아어로는 아난다(اَنَنْدَه), 아아난다(آننده)로 부른다.

## 생애

### 생애 초기
쿠빌라이 칸의 셋째 적자이자 계비 차브이 카툰의 셋째 아들인 안서왕 망갈라의 둘째 아들이었다. 알탄부카를 둘째 아들로 보는 설에 의하면 아난다가 망갈라의 장남이 된다. 원사와 신원사에는 그의 형 또는 동생 알탄부카와 누이 노흘룬(奴兀伦)의 이름이 전하나, 페르시아계 사서에는 망갈라의 셋째 아들 아르슬란부카의 이름도 전한다. 그러나 알탄부카, 아르슬란의 행적은 전하지 않으며, 원사, 신원사, 원사연의에도 등장하지 않는다.
그의 이름은 부처의 10대 제자 중 한 사람이자 사촌동생인 아난다의 이름을 따서 지었다. 범어로 기쁨, 환희를 뜻한다. 아난다 혹은 아난존자의 이름은 중국식 한자로 경희(慶喜)로 번역되기도 한다. 그러나 그의 이름은 경희로 표기되지는 않는다. 아난다는 후일 이슬람교로 개종하였다. 라시드 웃딘에 의하면 아난다는 양아버지이자 유모의 남편인 하산 아이아치의 영향으로 무슬림이 되었다고 한다. 그는 원나라 내의 몽골 황족 중 이슬람교로 신앙을 가진 인물들 중의 한 사람이 되었다. 일설에는 그의 아버지 망갈라 역시 무슬림이었다 한다.
1272년 10월 아버지 망갈라는 안서왕(安西王)에 책봉되고, 구 하서(서하의 옛 영토)를 봉지로 하사받았다.

### 소년기
그의 어린시절에 대한 기록은 원사, 신원사에는 나타나지 않는다. 라시드 웃딘에 의하면 아난다는 중앙아시아의 무슬림 메테르 핫산 아이아치라는 인물의 무슬림 가정에 보내져 성장하였다. 라시드 웃딘에 의하면 아버지 망갈라는 전쟁 수행으로 바빠서 그를 돌볼 여력이 없어서 무슬림 가정에 보내졌다 한다. 핫산 아이아치의 처 줄리아가 그를 양육하였다. 1280년 아버지 망갈라가 죽자, 망갈라의 왕비는 안서왕부를 부활해줄 것을 쿠빌라이 칸에게 요청했다. 쿠빌라이 칸은 아난다가 나이가 어림을 들어 수락하지 않다가, 얼마 뒤 승인하였다. 그는 경조부(京兆府, 구 당나라의 장안부, 현재의 시안시(西安市)와 개성부(開成府, 륙판산(六盤山) 근처, 현 닝샤후이족자치구 구이위안시(固原市) 위안저우구(原州区) 주변을 근거지로 하여 섬서성, 감숙성, 사천성 일대를 지배하였다.
아버지의 안서왕위를 계승하였고, 형 또는 동생인 알탄부카는 진왕위와 인장을 계승했다. 그가 처음 통치한 곳은 현재의 중국 시안시를 중심으로 하는 산시성 안시현 일대였다. 나중에 아난다는 형 또는 동생 알탄부카의 진왕작위를 그가 차지하였다. 알탄부카가 진왕에서 해임되고 그가 차지한 이유는 원사, 원사연의에 나타나지 않는다. 아난다는 류판산(六盤山)과 장안(長安)을 오가면서 거주하였다.
이후의 그의 행적은 한동안 원사, 원사연의에는 등장하지 않는다. 그 사이 그는 남쪽으로는 쓰촨성, 서쪽으로는 티베트, 서북쪽으로는 투루판까지 영향력이 미치도록 성장했다.
1293년 6월 2일 하서(河西)의 질자군(質子軍)을 이끌고 서번(西番)을 토벌하였다.

### 군사 활동
1294년 쿠빌라이 칸이 사망하고 원 성종 즉위하자, 성종 즉위 직후 오고타이 한국의 카이두가 몽골 서부로 쳐들어왔다. 성종의은 안서왕 아난다, 회령왕 카이산에게 각각 군사들을 주어 몽골 서부를 침공한 카이두와 교전하게 했다. 성종 즉위 후 전 안서왕부 재상 테치 등이 안서왕부에 왕상부 부활을 건의하였으나 성종은 어떤 이유로 거절하였다. 1295년(원정 원년) 2월 1일 다시 테치 등이 안서왕부 부활을 주청하였으나 거절당했다. 뒤에 테무르 울제이트 칸은 안서왕부 재설치를 허락해주었다.
아난다는 헌신적인 무슬림이었다. 아난다에게는 15만 명의 군인 병력이 부하로 있었고, 이들은 그의 영향을 받아 대다수 무슬림이 되었다. 아난다는 육반산(六盤山) 혹은 장안(長安)에 거주하였다. 아난다의 세력은 서쪽으로는 티베트, 남쪽으로는 쓰촨 성, 서북방 끝으로는 투루판까지 세력이 미쳤다. 그는 오고타이 한국과 차가타이 한국의 국경지대를 방어하고 있었다. 그러나 그는 제상도, 대도 지역에 지지자가 없고, 그 지역에 미치는 영향력과 군사력은 부족했으며, 상당수의 몽골귀족과 원나라 조정 중신들은 무슬림에 부정적이거나 반대하고 있었다. 원 성종은 그에게 불교로 개종하라고 거듭 충고했지만, 아난다는 거절하였다.
원 성종은 그의 무슬림 신앙을 반대하거나 막으려 했다. 이유는 그가 자신의 영지의 몽골 아이들에게 할례를 했기 때문이다. 반대로 그 지역에 거주하는 회회인들은 아난다의 이러한 정책을 지지하였다., 아난다는 신앙 문제로 성종에 의해 황실로 소환되고, 일 칸국의 가잔 칸을 언급했다. 성종은 아난다의 마음을 바꿀 수 없었고 그의 종교적 관습을 용인하기로 결정했다.
1295년 초 오고타이 한국의 카이두가 원나라의 서부를 침공, 아난다는 서부 지역의 지배자로 중국 본토를 방비하였다. 그해 5월 아난다의 처자가 음식과 의복이 부족하여 성종은 2천 석의 쌀을 제공하였다. 그해 11월 원 성종은 그에게 갑주와 궁시, 고건(櫜鞬, 동개), 창 등 15만 8200여개를 보내주었다.
1296년 성종은 아난다의 이슬람 개종을 승인하지 않고 아난다를 일시적으로 투옥했다. 그러나 모후 코코친은 평화로운 정착이 필요하다고 확신했고, 성종은 아난다를 석발했다. 이후 그는 아난다의 행동을 용인하였다. 1302년 카치운의 증손 야지리(也只裡)와 함께 군사를 이끌고 카라코룸으로 파견되어 주둔하였다. 1302년 11월 사신으로 고려에 파견, 충렬왕에게 예물을 바쳤다.

### 정변 실패와 최후
원 성종이 위독하자 불루간 대카툰은 그에게 밀지를 보내 보정(輔政)에 임명하니 속히 상경할 것을 촉구했다. 1307년 1월 8일 원 성종 올제이투 테무르 칸의 사후, 불루간 대카툰은 아난다에게 다시 밀지를 보냈다. 아난다는 이미 군사를 이끌고 1월 5일에 상도에 도착해 있었더. 불루간과 메리크 테무르, 승상 아구타이(阿忽台), 평장 바두마신(八都馬辛)은 안서왕 아난다를 지지하였다. 아난다는 보정(輔政)에 임명되고 불루간 대카툰은 아난다에게 사람을 보내 대도로 소환했다. 당시 투루판에 주둔 중이던 아난다는 군사를 이끌고 대도로 왔다. 원 성종 사후 아난다는 회령왕 퀼리그 칸 카이산과 대칸위를 놓고 쟁탈전을 벌였다.
카이산은 대도 근처에 주둔중이었고, 우승상 하라하슨은 병을 핑계로 조퇴한 뒤 허베이성에 있던 아유르바르와다와 다기 카툰 측에 밀사를 보내 아유르바르와다에게 불루간 등의 아난다 추대를 전하였다. 하라하슨은 인장 등을 감춘 뒤, 병을 핑계로 조회에 참여하지 않거나, 결재를 미루었다. 그해 3월 3일 아유르바르와다가 군사를 이끌고 대도로 잠입, 승상 아구타이를 죽이고, 아난다 군대, 메리크 테무르 군대와 교전하여 패퇴시켰으며, 불루간 대카툰을 폐하였다. 아난다는 체포되어 상도로 연행되고, 남은 부하들은 투르판 북서쪽으로 도주했다. 그해 6월 21일(음력 5월 21일) 상도에서 카이샨의 명으로 메리크테무르와 함께 사사되었다. 일설에는 참수당했다는 설도 있다.

### 사후
그의 영지인 구 서하지역, 감숙성, 쓰촨성 북부, 투루판 일대는 원 무종이 동생 아유르바르와다에게 넘겨주었다가, 1323년 아난다의 아들 오루크 테무르에게 상속되었다. 아난다의 패배와 실각 이후에도 중국 서북부의 이슬람인들은 살아남았고, 후일 후이족의 근간이 되었다. 그가 차지했던 진왕 작위는 동생 알탄부카에게 되돌아갔다.
그의 아들 오루크 테무르는 추종자들과 카이산 치세부터 여러 번 안서왕부 부활을 요청하였으나 거절당했고, 오루크 테무르는 영종 즉위 후 1323년 2월 윈난 성 유배에서 풀려나 1323년 9월 4일 안서왕에 봉해졌다.
2009년 3월 25일 내몽골 자치구의 구 상도유적지 200km 떨어진 구위안현에서 아난다의 묘지가 발굴되었다. 가운데 남성의 관곽이 40세가량 남성의 유골이었고, 양쪽으로는 그의 두 부인으로 추정되는 여성의 유골이 목관곽에 담겨 있었다. 이 묘는 아난다의 묘라는 설과, 쿠빌라이 칸의 다른 자손인 딸 월렬공주(月烈公主)와 외손 쾨르키스의 묘라는 설이 있다.

## 가계
원사 권 107의 종실세계표에는 아들 오루크 테무루만이 적혀 있고, 페르시아계 사서 집사 쿠빌라이 카안 기 제자표에는 아난다에게는 아들 우루크 테무르와, 이름이 전하지 않는 딸이 1명 있다 한다. 원사 105권 후비 편과 신원사 116권에는 우루진 공주(兀鲁真公主)，활륙림적근(适纽林的斤)의 후처로 출가한 딸이 1명 있다 한다.

## 같이 보기
- 카이두 칸
- 쿠빌라이-카이두 전쟁
- 쿠빌라이 카안
- 카이산